# اولدزموبیل آرورا

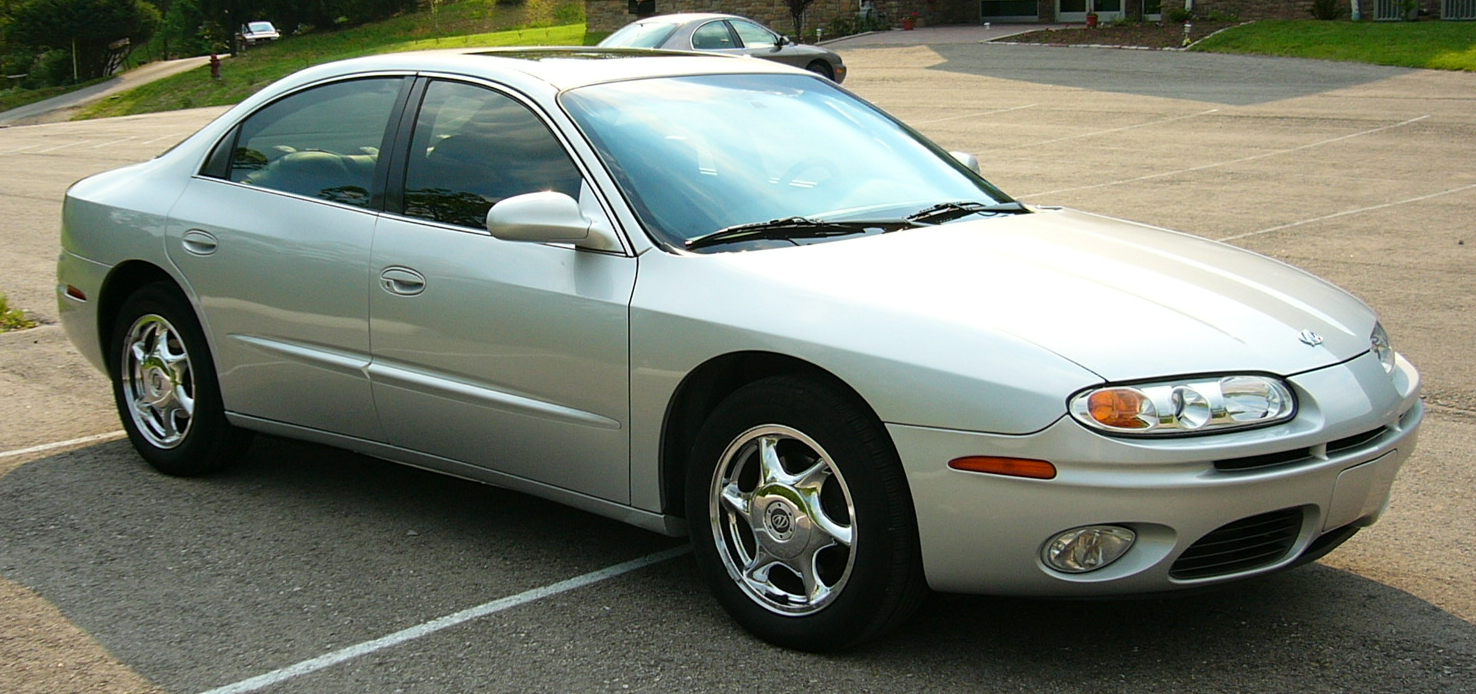

اولدزموبیل آرورا (Oldsmobile Aurora) خودرویی است که در سال‌های January ۱۹۹۴ تا March ۲۰۰۳در ایالات متحده آمریکا تولید شده‌است. طراحی آن خودروهای موتور جلو-محور جلو بوده است. سیستم جعبه‌دندهٔ آن ۴ دنده به صورت خودکار است.